# Tomo Kočar
Tomo Kočar (s polnim imenom Tomislav Kočar), slovenski pisatelj, * 27. maj 1968, Ljubljana.

## Življenje
Po končani osnovni šoli se je vpisal na Srednjo strojno in kemijsko šolo ter pridobil izobrazbo kemijskega tehnika. Leta 1987 se je vpisal na Fakulteto za kemijo in kemijsko tehnologijo, kjer je leta 2001 opravil diplomo na katedri za organsko kemijo
V času študija in po njem, je opravljal številna priložnostna dela (informator, kolporter, nabiralec zdravilnih zelišč, redar, učitelj fizike, matematike, računalništva, spoznavanja narave, varnostnik in vratar). Na njegovo nadaljnjo ustvarjanje pa je imelo odločilen vpliv delo na Radiu Študent, kjer je leta 1987 opravil avdicijo za radijskega napovedovalca in kmalu postal še akviziter, komentator, novinar in pisec propagandnih besedil.
Živi in dela v Ljubljani.

## Delo
Svoj prvi roman Zmaji so ... je dokončal leta 1991. Pisal je za številne slovenske časopise in revije. Za nekatere redno, za druge občasno. Po njegovi istoimenski kratki zgodbi je bil posnet tudi kratki film Plaža. Od leta 1997 redno sodeluje z Radiom Slovenija kot avtor radijskih iger za odrasle in otroke. Posnel je številne kasete in zgoščenke z igranim pravljicami za najmlajše. Od leta 2005 se ukvarja predvsem z ustvarjanjem slikanic in knjig za otroke ter s snemanjem zvočnih zgoščenk, ki jih tudi producira in režira.
Ukvarja se tudi z gledališčem. Od leta 1994 do 2000 je nastopal v odrskih improvizacijah (Impro liga), leta 2004 pa je Šentjakobsko gledališče premierno uprizorilo njegovo monodramo Mesarček v velikem mestu.
V zadnjem času se veliko posveča teoriji pravljice, saj ob občasnih strokovnih člankih redno piše tri spletne dnevnike.

### Monografije
- Zmaji so ..., 1993 (COBISS)
- Prijatelj vedno pride prav, 2005 (COBISS)
- Ježek Špikec, 2005 (COBISS)
- Škatla, 2005 (COBISS)
- Veveričja zabava, 2005 (COBISS)
- Razvajeni detelček, 2005 (COBISS)
- Gozdni strah, 2005 (COBISS)
- Prava malenkost, 2005 (COBISS)
- Lumpi iz 3. a, 2006 (COBISS)
- Storžek v težavah, 2007 (COBISS)
- Nagajivčki, 2007 (COBISS)
- Spet lumpi iz 3. a, 2008 (COBISS)
- Ime mi je Vuf, 2008 (COBISS)
- Lumpi iz 3. a in lumpi iz 3. b, 2009 (COBISS)
- Lumpi iz 3. a so romantični, 2009 (COBISS)
- Lumpi iz 3. a se ne dajo, 2010 (COBISS)
- Maša, 2010 (COBISS)
- Zaljubljeni zajček, 2011 (COBISS)
- Moja,moja, moja, 2011 (COBISS)
- Lumpi iz 3. a so (ne)kulturni, 2011 (COBISS)
- Lumpi iz 4. a, 2011 (COBISS)

### Nosilci zvoka
- Navihane pravljice, 1997 (COBISS)
- Nagajive pravljice, 1998 (COBISS)
- Žverce iz hoste, 2001 (COBISS)
- Gozdne pravljice, 2001 (COBISS)
- Puhaste in kožuhaste pravljice, 2002
- Potepuhki, 2003 (COBISS)
- Najlepše pravljice 1, 2003 (COBISS)
- Dolgouhe pravljice, 2005 (COBISS)
- Sladkosnede veverice, 2005 (COBISS)
- Prijazni zajčki, 2006 (COBISS)
- Miške na počitnicah, 2006 (COBISS)
- Lisjak prihaja, 2008 (COBISS)
- Začarane pravljice, 2008 (COBISS)
- Babica pripoveduje dobre … 1, 2008 (COBISS)
- Babica pripoveduje dobre … 2, 2008 (COBISS)
- Babica pripoveduje dobre … 3, 2009 (COBISS)
- Biblijske zgodbe: Noe, 2010 (COBISS)
- Biblijske zgodbe: Abraham, 2010 (COBISS)
- Babica pripoveduje dobre … 4, 2011
- Babica pripoveduje dobre … 5, 2011

### Članki in eseji
- Da bo le mir pri hiši, 1999 (COBISS)
- Želvica na olimpiadi, 2000 (COBISS)
- Spoznaj svojo mravljo, 2001 (COBISS)
- Strah je okrogel in ima osem nog, 2002 (COBISS)
- O položaju čebeljega življa v panju, 2003 (COBISS)
- Dragi dnevnik, 2004 (COBISS)
- Kot listja in kobilic, 2004 (COBISS)
- Mogočna muha, 2005 (COBISS)
- Pravljica je orožje, 2009 (COBISS)
- Labod ledeno zelenih oči, 2010
- Šibkejši spol, 2010

### Radijske igre
- Zmaji so ... (po odlomku iz romana), 1997
- Zanke inšpektorja Kocjana, Vse na svojem mestu, 1997
- Zanke inšpektorja Kocjana, Samo za punce, 1997
- Zanke inšpektorja Kocjana, Šala za umret, 1997
- Zanke inšpektorja Kocjana, Ribe v kalnem, 1997
- Zanke inšpektorja Kocjana, Lep pozdrav iz Monte Carla, 1997
- Zanke inšpektorja Kocjana, Štirje mušketirji, 1997
- Hiša strahov (priredba istoimenske zgodbe iz zbirke Kratke in črne), 1997
- Skollejev postopek, 1997
- Skrivnost Chloe Duboix, 1997
- Škratek Copatek in težave v pravljični deželi, 1997
- Pišček gre na pot, 1998
- Čisto novi rolerji, 1998
- Žrtev, žrtvi, žrtve, 1999
- Mala huda urica, 1999
- Dragi dnevnik, 1999
- Grom Hoho in hrček Packo, 2000
- Lastovička Zofka, 2000
- Lažnivi škrateljc, 2001
- Naš novi najboljši prijaltelj, 2001
- Ta parking je moj!, 2001
- Sistem, 2005
- Malinovi, 2005
- Tastari pa tanovi, 2005
- Čudežna bukev, 2006
- Samanta, 2006
- Joj, Žeruh!, 2008
- Arena, 2010

## Nagrade RTV Slovenija
- 1998 pravljica Sneguljčica in 21 palčkov
- 1998 kratka radijska igra Brez odgovora
- 1999 radiofonski esej z naravoslovno tematiko Spoznaj svojo mravljo
- 1998 pravljica Maša, mala velika gospa
- 2000 radijska igra za otroke Grom Hoho in hrček Packo
- 2003 dokumentarna radijska igra Prizori iz življenja pajkov
- 2004 kratka zgodba Tatica
- 2005 zabavna radijska igra za odrasle Sistem
- 2005 radijska igra za otroke Malinovi
- 2005 radijska igra za otroke Tastari pa tanovi
- 2006 zabavna radijska igra za odrasle Samanta
- 2006 radijska igra za otroke Čudežna bukev
- 2007 radijska igra za odrasle Arena
- 2008 radijska igra za otroke Joj, Žeruh!
- 2010 humoreska Posel stoletja

Leta 1999 in 2001 je dobil nagrado za erotični zgodbi od revije Ona.
Prejel je tudi nagrade revije Sodobnost:
- 2009 družboslovni esej Pravljica je orožje
- 2010 družboslovni esej Šibkejši spol
- 2010 kratka zgodba Labod ledeno zelenih oči